# Schioppettino
Schioppettino (Aussprache [skioppetˈti:no]; Synonyme: Ribolla Nera, Pocalza) ist eine Rotweinsorte der Rebsortenfamilie Ribolla, die in der italienischen Region Friaul-Julisch Venetien angebaut wird. Der aus ihr gewonnene Wein gleichen Namens wird vorwiegend in Prepotto und der dazugehörigen Frazione Albana sowie einigen Nachbargemeinden im Grenzgebiet zu Slowenien hergestellt. Besonders die Einzellage Cialla bei Prepotto ist für ihre edlen Weine bekannt geworden. Erstmals erwähnt wurde die Sorte im Jahr 1282 in Dokumenten im Schloss Albana.
Mittlerweile hat die Schioppettino-Rebe auch den Weg nach Australien und in die USA gefunden, wenn auch vorerst in bescheidenem Umfang. John Holdredge im Russian River Valley AVA, Sonoma County (Kalifornien) (→ Weinbau in Kalifornien) war einer der Pioniere.
Siehe auch die Artikel Weinbau in Australien, Weinbau in Italien, Weinbau in Slowenien und Weinbau in den Vereinigten Staaten sowie die Liste von Rebsorten.

## Synonyme
Schioppettino ist auch unter den Synonymen Pocalza, Pokalca, Pokalza, Ribolla Nera, Schiopetino, Schiopettino und Scoppiettino bekannt.